# Jonah Bolden
Jonah Anthony Bolden (nascido em 2 de janeiro de 1996) é um jogador australiano de basquete profissional australiano que joga no Philadelphia 76ers da National Basketball Association (NBA).
Ele começou sua carreira profissional na Sérvia e foi selecionado pelos 76ers na segunda rodada do Draft de 2017 com a 36ª escolha geral.

## Primeiros anos
Bolden nasceu em Melbourne, filho de um pai americano, Bruce Bolden, e de uma mãe egípcia, Marie Yacoub. Seu pai jogou basquete profissional, incluindo 17 anos na National Basketball League da Austrália.
Jonah cresceu em Sydney e começou a jogar basquete no Bankstown Bruins aos cinco anos de idade. Quando adolescente, ele frequentou a Homebush Boys High School e foi selecionado pela primeira vez para representar seu estado natal, Nova Gales do Sul, no Campeonato Nacional de Basquete Sub-18 de 2013. Ele liderou a equipe até a final nacional tendo médias de 18 pontos e 13 rebotes durante toda a competição. Suas excelentes atuações fizeram dele o jogador mais jovem a representar a Austrália no Campeonato Mundial de Basquetebol Sub-19 de 2013.
Em agosto de 2013, ele se mudou para os Estados Unidos para jogar na Findlay College Prep, uma escola preparatória em Henderson, Nevada. No entanto, sua elegibilidade para o ensino médio expirou após o primeiro semestre e ele foi transferido na metade da temporada para a Brewster Academy em New Hampshire.
Em dezembro de 2013, Bolden escolheu jogar basquete universitário na Universidade da California rejeitando as propostas de Louisville, Kentucky, Indiana, USC e SMU. Um recruta de quatro estrelas, ele foi listado como o 25° melhor de sua classe pela Scout.com, 32° melhor pela Rivals.com e 69° melhor pela ESPN.com, sendo também classificado como o 5° melhor Ala-pivô pela Scout.com.

## Carreira universitária
Bolden não jogou em seu primeiro ano na UCLA depois que ele foi considerado inelegível. Antes da temporada, a NCAA declarou-o inelegível decorrente de sua transferência da Austrália quando seu último ano no ensino médio já havia começado.
Em janeiro de 2015, ele foi liberado pela NCAA para treinar com os Bruins. Em maio, ele foi submetido a uma cirurgia artroscópica devido a um menisco rasgado no joelho direito, seu tempo de recuperação foi estimado de seis a oito semanas.
Foi projetado que Bolden seria o substituto de Norman Powell e Kevon Looney, que se mudaram para a National Basketball Association (NBA), na temporada de 2015-16. No entanto, sua estreia foi adiada depois que ele violou as regras não especificadas da equipe e ficou de fora da abertura da temporada. Ele fez sua estreia no jogo seguinte, causando um impacto na defesa e marcando 11 pontos além de cinco rebotes em uma vitória de 88-83 sobre Cal Poly. Em 12 de dezembro, Bolden jogou 30 minutos e teve 10 pontos e 11 rebotes em seu primeiro duplo-duplo da carreira em uma vitória por 71-66 sobre Gonzaga. No jogo seguinte contra Louisiana-Lafayette, Bolden fez seu primeiro jogo como titular quando o pivô Thomas Welsh estava doente e os Bruins venceram por 89-80.
O treinador da UCLA, Steve Alford, acreditava que seu ataque era lento e botou Bolden como titular como Ala-pivô contra Universidade Estadual de Washington. Bolden marcou apenas três pontos, mas seu papel defensivo ajudou o time a vencer por 83-50, a maior margem de vitória da temporada. Em 14 de fevereiro de 2016, ele liderou a equipe com 16 pontos e nove rebotes na vitória por 78-65 sobre a Universidade do Estado do Arizona.
Os Bruins perderam seus últimos cinco jogos da temporada e terminaram com um recorde de 15-17. Bolden obteve uma média de 4,6 pontos e 4,8 rebotes em 21,7 minutos em 31 jogos. Ele ficou em terceiro lugar na equipe com 27 bloqueios.
Bolden sentiu que ele foi sub-utilizado durante sua primeira temporada. Durante a offseason, ele esperava se mudar para a posição de Ala, a posição que ele foi recrutado para jogar, mas ele permaneceu como Ala-Pivô. Possuindo talentos em potencial para jogar na National Basketball Association (NBA), Bolden decidiu renunciar a seus dois anos restantes de elegibilidade na faculdade e jogar profissionalmente, apesar de já ter perdido a chance de se declarar para o Draft de 2016.

## Carreira profissional

### FMP (2016–17)
Bolden assinou com o FMP da ABA League e da Liga de Basquetebol da Sérvia.
Em 15 de março de 2017, Bolden foi premiado com o Prêmio de Top Prospect da ABA League depois de ter médias de 12,9 pontos e 7,2 rebotes por jogo em sua temporada de estreia.

### Maccabi Tel Aviv (2017-18)
Em 10 de junho de 2017, Bolden assinou um contrato de dois anos com a Crvena zvezda. Doze dias depois, Bolden foi selecionado pelo Philadelphia 76ers com a 36ª escolha do Draft de 2017. Em julho de 2017, ele se juntou aos 76ers para a Summer League de 2017.
Antes mesmo de jogar no Crvena Zvezda, em 21 de julho de 2017, Bolden assinou um contrato de três anos com o clube israelense Maccabi Tel Aviv. Em 12 de dezembro de 2017, Bolden registrou 23 pontos, além de 10 rebotes, 3 assistências e 3 roubos de bola na vitória por 98-90 sobre Ironi Nahariya. Bolden ajudou o Maccabi a vencer a Copa da Liga Israelita de 2017 e a Ligat HaAl de 2018.

### Philadelphia 76ers (2018 – Presente)
Em 25 de julho de 2018, Bolden assinou com o Philadelphia 76ers.
Em 16 de outubro de 2018, ele fez sua estreia na NBA jogando um único minuto na derrota de 107-85 para o Boston Celtics. Durante sua temporada de estreia, Bolden teve várias atribuições para o Delaware Blue Coats, a afiliada dos 76ers na G-League.

## Carreira na seleção
Bolden jogou pela seleção sub-19 da Austrália no Campeonato Mundial de Basquetebol Sub-19 em 2013 na República Tcheca aos 17 anos de idade. Ele disputou oito dos nove jogos da equipe, tendo médias de 2,6 pontos e 2,9 rebotes em 10,1 minutos por jogo. Sua melhor performance foi um jogo de nove pontos contra o Senegal.

## Estatísticas

### NBA

#### Temporada regular
| Ano      | Time         | GP | MPJ  | AP   | 3P   | LL   | RT  | AS | BR | TO | PPJ |
| -------- | ------------ | -- | ---- | ---- | ---- | ---- | --- | -- | -- | -- | --- |
| 2018–19  | Philadelphia | 44 | 14.5 | .494 | .354 | .481 | 3.8 | .9 | .4 | .9 | 4.7 |
| Carreira | Carreira     | 44 | 14.5 | .494 | .354 | .481 | 3.8 | .9 | .4 | .9 | 4.7 |

#### Playoffs
| Ano      | Time         | GP | MPJ | AP   | 3P   | LL   | RT  | AS | BR | TO | PPJ |
| -------- | ------------ | -- | --- | ---- | ---- | ---- | --- | -- | -- | -- | --- |
| 2019     | Philadelphia | 10 | 7.9 | .263 | .250 | .500 | 1.4 | .3 | .2 | .1 | 1.6 |
| Carreira | Carreira     | 10 | 7.9 | .263 | .250 | .500 | 1.4 | .3 | .2 | .1 | 1.6 |

### EuroLeague
| Ano      | Time             | GP | MPJ  | AP   | 3P   | LL   | RT  | AS  | BR  | TO | PPJ |
| -------- | ---------------- | -- | ---- | ---- | ---- | ---- | --- | --- | --- | -- | --- |
| 2017–18  | Maccabi Tel Aviv | 29 | 21.1 | .487 | .319 | .512 | 5.5 | 1.6 | 1.2 | .9 | 6.9 |
| Carreira | Carreira         | 29 | 21.1 | .487 | .319 | .512 | 5.5 | 1.6 | 1.2 | .9 | 6.9 |

Fonte: